# Grube Constanze
Die Grube Constanze (auch Vereinigte Constanze) war eine Eisenerzgrube bei Langenaubach (Gemeinde Haiger) im Lahn-Dill-Kreis. Die Grube lag zwischen Langenaubach, Haiger, Donsbach und Breitscheid und war eine der wichtigeren Gruben im Haigerer Umfeld. Abgebaut wurde devonischer Fluss- bzw. Roteisenstein. Dieser war häufig durchschlagen von Kupfer-Erzgängen.

## Geschichte
Die Geschichte des Bergbaus im Lahn-Dill-Kreis reicht zwar weit zurück, trotzdem war die Grube Constanze keine der älteren der Region. Erste Bergbautätigkeiten im Gebiet der Constanze dürften wohl zurückgehen auf die Zeit um 1700–1750. Der Nassauische Bergrat Johann Philipp Becher schrieb 1789 in seinem Werk Mineralogische Beschreibung der Oranien-Nassauischen Lande: nebst einer Geschichte des Siegenschen Hütten- und Hammerwesens: Der an die kalkichte Gegend des Kahns stoßende Hirzberg liefert thonichten Eisenstein, dessen Lager im Kalkstein streichen. 1836 fand die „Constanze“ (= Beständigkeit) erstmals Erwähnung. Am 24. August 1836 belehnte Herzog Wilhelm zu Nassau Johann Peter Ordenheimer, einen Dillenburger Hüttenpächter, mit dem Eisensteinlager im Distrikt Koweg nahe der Breitscheider Straße. Zeitgleich wurde die Grube Hirzberg mit der Grube Constanze vereinigt. Als das im Tagebau, am Koweg, anstehende Erz abgebaut war, wurde ein erster Stollen vom Adoal, aus dem südwestlichen Rand des Haintals, auf das Erzlager hin in den Berg getrieben. Nachdem das abbaubare Erz dieses Stollens erschöpft war, wurde ein zweiter, tiefer gelegener Stollen, vermutlich vom nordöstlichen Rand des Haintals, vorangetrieben. Auf diese Art und Weise gelangte man immer weiter ins Aubachtal hinab, bis zum Grundstollen bzw. tiefen Stollen auf 369 m nahe dem Aubach (direkt unterhalb des Sportplatzes), mit welchem das sogenannte Claralager abgebaut wurde. Mit der Zeit wurden weitere 12 Grubenfelder und Stollen hinzugekauft (siehe Kasten rechts), so dass am 22. März 1898 aus ihnen die „Vereinigte Constanze“ gebildet wurde. Sie wurde im Laufe der nachfolgenden Jahrzehnte weiter ausgebaut.
1883 wurde ein mehrere Kilometer langer Stollen zur Entwässerung der Grube Gnade Gottes in den Berg getrieben. 1944 wurde das Stollensystem bis in die Grube Constanze erweitert. Das Grubenwasser, welches heute als Trinkwasser genutzt wird, gelangte über den 1884 fertiggestellten, sogenannten Dill-Stollen in die Dill.
Im Jahr 1910 wurde der erste Schacht unter Tage abgeteuft. Die Eigentümer der Grube wechselten relativ häufig.
Liste der Besitzer in chronologischer Reihenfolge:
- Gewerkschaft Germania
- Hessen Nassauischer Hüttenverein
- Gewerkschaft Constanze
- Mannesmannröhren-Werke AG  (1917)

1911, drei Jahre nachdem das Dorf an den elektrischen Strom angeschlossen wurde, folgte die Grube. Der Strom wurde von der Überlandzentrale am Oberschelder Hochofen bezogen. Der Strom ermöglichte ein einfacheres Arbeiten im Berg.
1917 wurde die Grube Constanze von Mannesmann erworben. Mannesmann erwarb ebenfalls die Gruben Stangenwage bei Donsbach und Gnade Gottes in der Hachelbach bei Haiger und erweiterte so die Gewerkschaft Constanze auf über 50 Grubenfelder.
1924 soff die Grube ab. Die Förderung konnte erst wieder 1926 fortgesetzt werden.
1932 lag die Förderung wieder still und die Grube lief erneut voll.
1937 wurde der Schacht 47 m nach oben durchschlagen und in diesem Zuge Hängebank, Maschinenhaus, Aufbereitung und Fördergerüst neu errichtet. Die Trockenaufbereitung bewirkte, dass der Aubach nun nicht mehr rötlich gefärbt das Tal gen Haiger hinabströmte.
1944 wurden Durchbrüche in die Gruben Stangenwage und Gnade Gottes getrieben, um den größten Anteil des Grubenwassers zur Dill hin abzuleiten. Die Grube diente im Zweiten Weltkrieg als Zufluchtsstätte vor Luftangriffen der Alliierten auf das Dorf. In den letzten Kriegsmonaten des Jahres 1945 wurde im Zuge eines Angriffs ein Mädchen in der Grube geboren. Sie erhielt als Zweitnamen den Namen Constanze.
1945 soff die Grube aufgrund Strommangels ab und wurde erst wieder im Dezember des Jahres 1948 in Betrieb genommen.
Ab 1951 wurde ein Untertage-Bohrgerät eingesetzt.
1954 wurde eine elektrische Schachtsignalanlage eingerichtet.
1955 wurde der Schacht auf 230 m abgeteuft, was weitere Erzlagerstätten erschloss. Eine stromsparende Kompensationsanlage wurde installiert und amortisierte sich bereits nach 1,5 Jahren.
1956 wurde die Förderanlage modernisiert und eine Vorrichtung zum Alleine-Fahren von Förderkörben installiert.
1957 wurde die Schwarzschieferförderung aufgegeben und der Schacht auf 270 m abgeteuft. Etwa 25.000 Deutsche Mark wurden monatlich an Bergarbeiter aus Langenaubach und Donsbach ausbezahlt. Einige Lehrlinge aus der Dillenburger Bergschule kamen bei Familien im Dorf unter und brachten den Bewohnern zusätzliche Einnahmen.
Am 26. September 1962 wurde das Bergamt Dillenburg durch die Mannesmann AG darüber informiert, dass die Grube zum Ende des Jahres geschlossen würde. Auch eine schriftliche Eingabe der Langenaubacher Gemeindeverwaltung die Entscheidung zu überdenken konnte die Schließung nicht verhindern.
Am 31. Januar 1963 wurde die Grube stillgelegt und im September des gleichen Jahres der Förderturm und weitere Anlagen demontiert.

### Fördermengen
In den Jahren 1917 bis zur Schließung der Grube wurden 993.000 Tonnen Eisenerz gefördert. Die Fördermenge aus den davor liegenden Jahrzehnten wird auf 400.000 Tonnen geschätzt, was einer Gesamtfördermenge von knapp 1,4 Millionen Tonnen Erz entspricht. Kalkstein und Schwarzschiefer ist in diesen Zahlen nicht enthalten. 1949 betrug die geförderte Erzmenge pro Mann und je Schicht im Schnitt 0,75 Tonnen, 1957 1,3 Tonnen und 1961 2,35 Tonnen. Dies stellt eine ordentliche Leistung unter dem Gesichtspunkt der geringen Grubengröße und der eher schwierigen Abbaubedingungen dar. Die Jahresfördermenge im Jahr 1961 betrug 38.660 Tonnen und war damit die höchste ihrer Geschichte. Im Schnitt wurden, während die Grube im Mannesmann-Besitz lag, 21.650 Tonnen jährlich gewonnen. Größere Einbrüche in der Förderung gab es im Zuge des Zusammenbruchs 1920 nach dem Ersten Weltkrieg, sowie 1924, 1932–1934 (Wirtschaftskrise) und 1945–1948 (Strommangel durch die Zerstörung der Überland-Starkstromleitung) als die Grube jeweils ersoff.

### Belegschaft
1872 arbeiteten 54 Bergleute in der Grube.
1908 betrug die Belegschaft der Grube 44 Mann. In den nachfolgenden Jahrzehnten wuchs diese weiter an und zum Ende der 1950er Jahre wurde die Zahl von durchschnittlich 100 bis 120 erreicht. Zu Zeiten des Zweiten Weltkriegs arbeiteten auch Kriegsgefangene in der Grube.

### Lagerstätten
In der Grube Constanze gab es fünf verschiedene Lagerstätten, die teilweise noch nach früheren kleinen Gruben benannt sind.
Das Säckelager erhielt seinen Namen aufgrund seiner Formgebung. Nachfolgend eine Aufführung der Lager:
- Clara
- Constanze
- Säcke
- Theodor
- Wilhelms-Eisenzeche

### Industrialisierung und Schienenanbindung

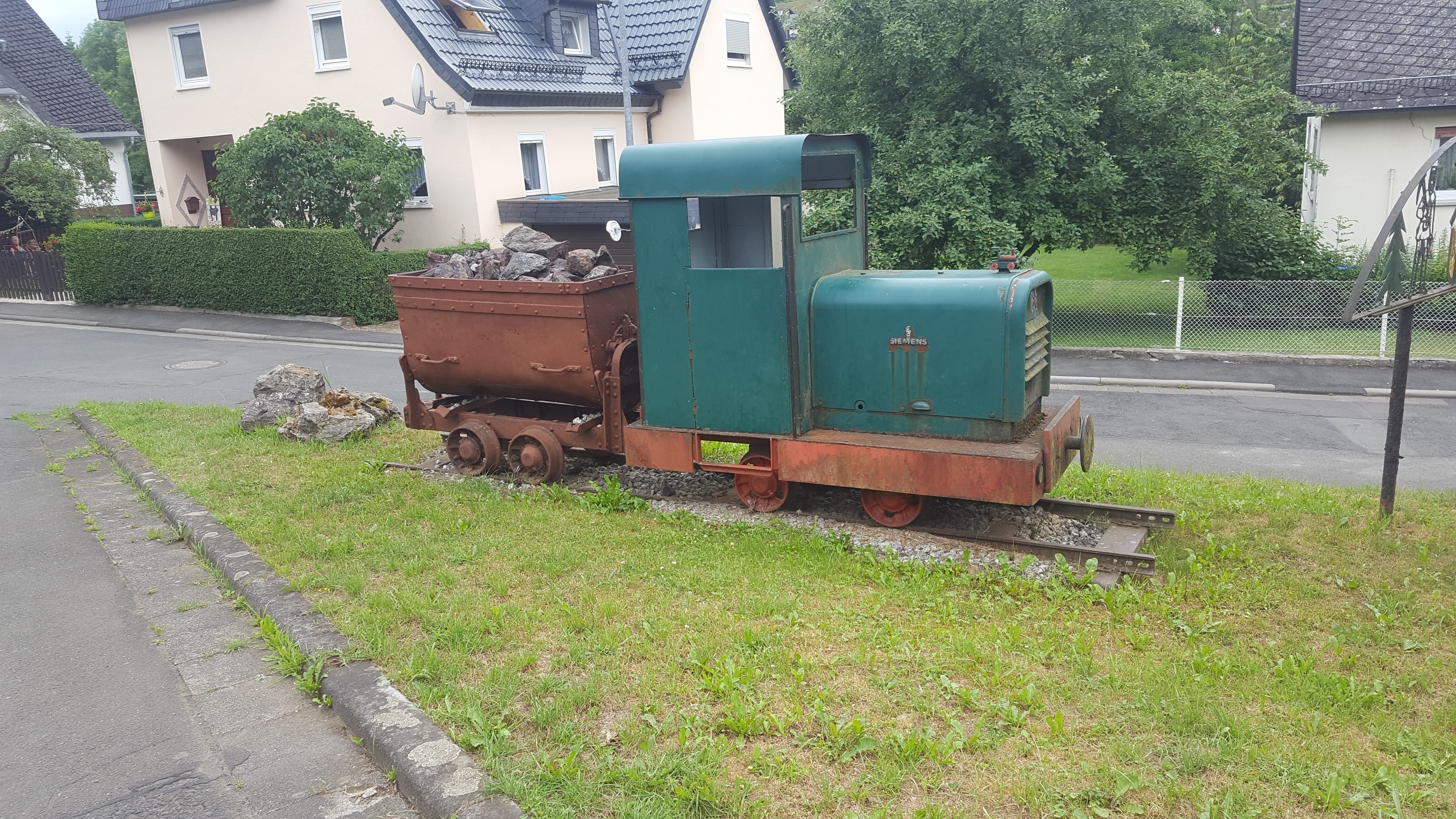
Grubenbahn der Grube Constanze

Am 17. Dezember 1898 wurde eine Schmalspurbahn (Spurweite 1,00 Meter), die am östlichen Hang des Aubachtals entlang führte, zwischen dem Grubengelände in Langenaubach und der Verladestation am Haigerer Bahnhof in Betrieb genommen. Zum Einsatz kamen zu Beginn zwei Borsig-Dampflokomotiven: Ende 1896 die FNr. 4472 als erste schmalspurige Werkbahnlok, 1900 die FNr. 4816 und später ab den 1934 eine Deutz OMZ 122 R (FNr. 10703). Diese wurde 1954 durch eine O&K-Diesellok (FNr. 21388) ersetzt, welche bis zum Betriebsende 1963 eingesetzt wurde. 1959 kam auch noch eine Elektrolok Bartz (FNr. 1512) hinzu. Die Borsigs zogen üblicherweise vier bis sechs gefüllte Erzwagen die 4,3 Kilometer lange Strecke am Aubach entlang bis nach Haiger. In große Eisenbahnwaggons wurde dort das Erz umgeladen und zum größten Teil weiter in die Mannesmann-Hüttenwerke nach Duisburg-Huckingen transportiert. Ein geringerer Teil kam zur Sophienhütte in Wetzlar und in die Friedrichshütte nach Herdorf. Auf der Trasse der ehemaligen Bahnstrecke, die vollständig abgebaut wurde, befindet sich heute der malerische Radweg Haiger-Langenaubach.

### Tagebau
Ein ca. 30–50 m tiefes und 200 m breites Loch findet sich ein Stück östlich der Kreisstraße 41 zwischen Langenaubach und Breitscheid. Es stellt neben anderen, meist durch Dorngestrüpp überwucherten Tagebauresten nahe der Langenaubacher Blockhütte ein Relikt des einstigen Abbaus von Gestein dar. Heute liegen der Kalksteinbruch und die umgebenden alten Schutthalden im Naturschutzgebiet Kalksteinbruch Constanze. Besitzer ist seit 1987 der Naturschutzbund Deutschland (NABU)
Der Steinbruch stellt ein wichtiges Rückzugsgebiet für Tiere dar. Es existieren Eingänge zu den alten Stollen.
Fledermäuse, darunter Große und Kleine Bartfledermaus, das Große Mausohr, die Wasserfledermaus, die Fransenfledermaus und die Bechsteinfledermaus, ziehen sich zum Überwintern hierhin zurück. Wald- und Zauneidechse sowie Ringelnatter, Feuersalamander und Erdkröte siedeln in den Kraterwänden des Steinbruchs.

### Schließung

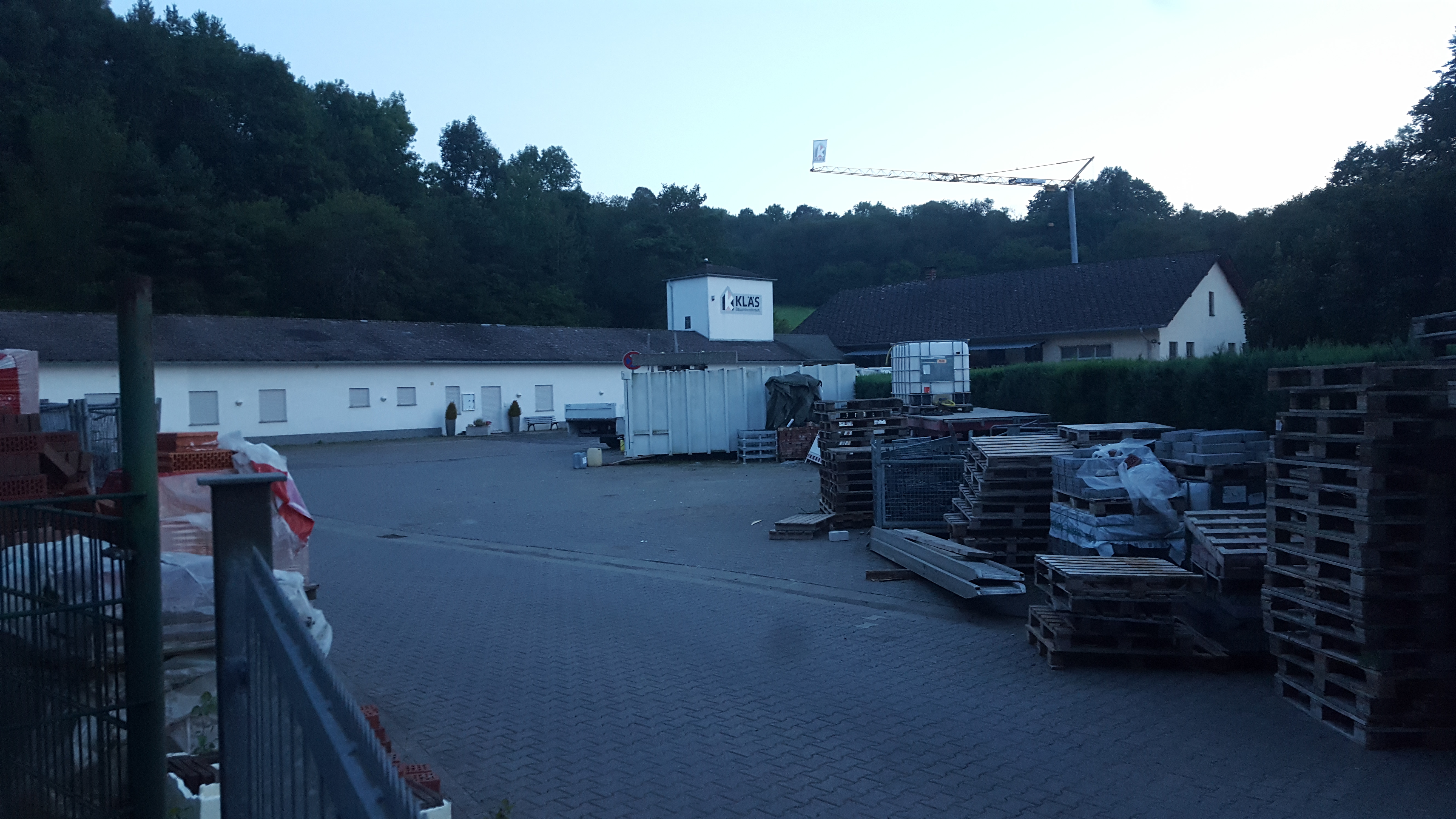
Ehemalige Grubengebäude 2017

Trotz der sehr günstigen Zusammensetzung des gewonnenen Eisenerzes (34–35 % Eisen, 18–22 % Kalk, 1 % Wasser und lediglich 8–10 % Kieselsäure), welche dieses zur Verhüttung überdurchschnittlich eignet, wurde die Förderung der Grube am 31. Januar 1963 durch den letzten Grubenbesitzer, die Mannesmann-AG (Düsseldorf), eingestellt. Durch den Wegfall von Subventionen in den 1950er-Jahren und den weltweiten Verfall des Eisenpreises in den 1960er Jahren war die Grube unrentabel geworden.
Das Fördergerüst wurde im September abgerissen und das Gelände verkauft. Die Tagesanlagen wurden zum Großteil abgebrochen. Erhalten geblieben sind bis heute fast alle Zechengebäude nahe dem Hauptstolleneingang. Heute (2017) ist auf dem ehemaligen Grubengelände in den alten Zechengebäuden u. a. das Tiefbauunternehmen Egon Funk und das Bauunternehmen Kläs untergebracht. Die Grube wurde über einen Anschluss der Grube Stangenwage in Donsbach und Gnade Gottes in der Hachelbach in die Wasserversorgung der Stadt Haiger eingegliedert und liefert Wasser sehr guter Qualität, welches sogar bis ins obere Dilltal gepumpt wird. Der Stollen zum Entwässern der Constanze misst 7 km (4.250 m (andere Quelle)).

## Geologie
Im Südosten und Osten des Rheinischen Schiefergebirges liegt das sogenannte „Hessische Synklinorium“, wozu auch das Lahn-Dill-Gebiet gehört. Das, durch Überschiebung und Faltung im Paläozoikum (Devon) entstandene, Hessische Synklinorium weist geologisch einen komplizierten Aufbau auf. Es ist gekennzeichnet durch Bruchlinien, Hebungen und Verwerfungen. Im Lahn-Dill-Gebiet finden sich keine größeren zusammenhängenden Vorkommen. Der vorhandene Roteisenstein der Grube Constanze hat daher keine regelmäßige Lagerung, stattdessen sind die Lager zerrissen und linienförmig. Rolf Georg, Rainer Haus und Karsten Porezag kommentieren die geologischen Besonderheiten der Grube Constanze wie folgt: Durch Überschiebungen und Verwerfungen galt sie geologisch als die interessanteste, aber auch schwierigste Roteisensteingrube in Deutschland.

## Grubenunglücke
Grubenunglücke und Unfälle kamen, wie in den meisten Gruben, immer wieder vor. So starben in der Grube seit 1836 20 Bergleute und viele weitere wurden schwer verletzt.
Nachfolgend eine Liste der tödlich verunglückten Bergarbeiter:
| - August Groos (1821–1839) - Johannes Georg (1824–1864) - August Schnurr (1827–1873) - Wilhelm Dörr (1853–1903) - Hermann Weiss (1882–1907) - Adolf Theodor Weber (1854–1912) - Heinrich Ernst Schmidt (1865–1913) | - Heinrich Friedrich Moos (1876–1917) - Adolf Richard Metz (1874–1919) - Ernst August Schmidt (1864–1921) - Robert Fornasier (1905–1928) - Ferdinand Klaas (1905–1929) - Edmund Cestonaro (1902–1939) - Karl Rudolf Freischlad (1889–1942) | - Willi Henrich Otto Scheidt (1914–1947) - Werner Freischlad (1915–1947) - Theodor Wagner (1907–1953) - Eberhardt Ruscher (1920–1955) - Heribert Meyer (1929–1958) - Günther Stalp (1931–1959) |

## Bergbaufreunde Glückauf – Constanze
Am 9. April 1988 wurde der Verein Bergbaufreunde Glückauf – Constanze – Langenaubach/Donsbach durch ehemalige Bergleute gegründet und der erste Vorstand gewählt. Sein vordringlichstes Ziel ist, das Andenken an die Bergbauzeiten zu pflegen. Dazu wurde in der Nähe des Friedhofs am Lindenberg eine parkartige Anlage mit einem Schaustollen und einer Lore geschaffen.
2001 zählte der Verein 140 Mitglieder.

## Film
- Kinder unter Tage. Dokumentarfilm von Joachim Faulstich, Hessischer Rundfunk 1987 (über die Kinderarbeit in der Grube Constanze im Jahre 1847)